# Karl af Provence
Karl (født 845; død 24. januar 863 i Klosteret St-Pierre-les-Nonnains ved Lyon) var i 855-863 konge af den frankiske rigsdel Burgund. 
Karl var den yngste søn af kejser Lothar 1. Ved rigsdelingen i Prüm fik Karl tilkendt Burgund, der omfattede den sydvestlige del af Frankrig, et hjørne af Italien samt det vestlige Schweiz.
Karl døde barnløs, og Burgund blev delt mellem hans brødre Lothar 2. af Lothringen og Ludvig 2. af Italien.